# Малихін Анатолій Віталійович
Малихін Анатолій Віталійович (2 березня 1943, Харків) — науковий співробітник Інституту неврології, психіатрії та наркології Академії медичних наук України, доктор медичних наук. Розробник неінвазивного аналізатору крові – апарат "Біопромінь" (АМП), прилад, що вимірює температуру в біологічно активних точках з програмним забезпеченням для обробки отриманої інформації та визначення показників життєдіяльності
людини (вже без забору зразків крові).

## Життєпис

### Навчання
У 1964р. закінчив Харківське медичне училище і вступив одразу в два вищих заклади: Харківський медичний інститут за спеціальністю «Лікувальна справа» (закінчив з відзнакою) і Харківський університет ім.В.Н.Каразіна (Кафедра біохімії). 
З 1972 р. пройшов шлях від нейрохірурга до завідуючого нейрохірургічним відділенням, яке очолював протягом 13 років. Разом з тим, з 1991 р. він веде активну наукову діяльність: спочатку на посаді старшого, а потім і провідного наукового співробітника інституту.

## Доробок
Автор понад 100 наукових публікацій, монографій і методичних рекомендацій, ряду патентів. 
Розроблений прилад АМП став переможцем міжнародних виставок: 
- BioMed Central/Medicine Research Award 2007;
- XVIII Міжнародна виставка «Охорона здоров’я — 2009»;
- ІІ Міжнародна спеціалізована виставка LABComplEX 2009 (Україна);
- Slovmedica 2010 (Словаччина).

### АМП
Аналізатор схожий на універсальну компактну діагностичну лабораторію, яка видає дані протягом 180-720 сек.
Аналіз крові роблять за допомогою 5 мікропроцесорів, які кріпляться до тіла людини. Похибка не перевищує 2% (як при звичайному аналізі крові). 
У 2006 році прилад почали випускати. Станом на червень 2025 року він зареєстрований у 28 країнах (Білорусь, Чехія, Китай, ОАЕ, Мексика та ін.). 
В Україні прилад використовують у деяких приватних клініках та санаторіях Києва, Харкова, Черкасах та Вінниці. Розробники безкоштовно постачають свій медичний портативний аналізатор захисникам України на Сході та в деякі медзаклади. У липні 2018 року, АМП було передано ПДМШ ім. Пирогова.